# KV Весов
KV Весов (лат. KV Librae) — одиночная переменная звезда в созвездии Весов на расстоянии приблизительно 8820 световых лет (около 2704 парсеков) от Солнца. Видимая звёздная величина звезды — от +14,7m до +14,13m.

## Характеристики
KV Весов — пульсирующая переменная звезда типа SX Феникса (SXPHE).